# Marcgravia sororopaniana
Marcgravia sororopaniana là một loài thực vật có hoa trong họ Marcgraviaceae. Loài này được Steyerm. mô tả khoa học đầu tiên năm 1952.